# Velutarina
Velutarina is een geslacht van schimmels behorend tot de familie Cenangiaceae. Het geslacht werd voor het eerst in 1971 beschreven door Korf ex Korf.  De typesoort is Velutarina rufo-olivacea.

## Soorten
Volgens Index Fungorum telt het geslacht drie soorten (peildatum november 2020):
| Soortnaam                | Auteur(s)                  | Publicatiejaar |
| ------------------------ | -------------------------- | -------------- |
| Velutarina bertiscensis  | B. Perić & Baral           | 2015           |
| Velutarina juniperi      | (Dennis) K. Holm & L. Holm | 1977           |
| Velutarina rufo-olivacea | (Alb. & Schwein.) Korf     | 1971           |